# 斯里兰卡地方政府
斯里兰卡地方政府是斯里兰卡第三级政府机构，通过单一选区两票制选举组成。地方政府由市政委员会、二线城市议会和分区议会组成。地方政府主要负责提供所在辖区内的一系列公共服务，其中包括交通、卫生、城市排水系统、住房、图书馆、公园和娱乐设施。

## 权力
地方政府的权力并非来自于个人，而是来自众多的法令和条例。三种不同类型的地方当局的权力侧重略有不同，例如市政委员会比市议会和分区议会拥有更多的权力。地方当局有权发起法律行动，签订合同，取得土地和雇用人员。然而，由于这些权力隶属于中央政府和省议会，而且其他国家机构（如区秘书处）享有与地方当局类似的权力，这些权力在某种程度上受到了限制。

## 职能
地方政府被要求“为社区提供舒适、便利和福祉”。法律要求地方政府履行管理和行政职能，促进公共卫生并提供实体结构。地方政府只能提供法律明确允许他们做的服务：包括道路、城市排水系统、公园、图书馆、住房、垃圾收集、公共便利设施、市场和娱乐设施。
斯里兰卡地方政府不经营学校、医院或警察。公立学校、医院和警察局由中央政府或省议会管理。
水、电、路灯和招待所过去由地方政府提供，但现在这些服务被中央政府控制下的各种公司和部门接管。

## 选举制度
在1987年之前，地方政府是通过多数制选举产生的，每个成员代表一个选区 。1987年后，选举所有地方政府成员的方法被改为使用开放名单的比例代表制。2012年，选举制度改为混合比例代表制。